# Elecciones generales de Ghana de 1996
Las elecciones generales de Ghana de 1996 fueron el segundo evento electoral realizado tras la restauración de la democracia en el país africano. Se celebraron el 7 de diciembre para renovar la Presidencia de la República y el Parlamento. Fueron las primeras elecciones bajo la constitución de 1992 en las que las elecciones presidenciales y las parlamentarias se realizaron en un mismo día, a fin de evitar un nuevo boicot opositor como ocurrió en los anteriores comicios legislativos. El presidente Jerry Rawlings, del Congreso Nacional Democrático, buscó la reelección, obteniendo el 57% de los votos. El candidato opositor, John Kufuor, del Nuevo Partido Patriótico, obtuvo el 39.67% de los votos, y su partido obtuvo 61 escaños en el Parlamento, siendo la primera ocasión desde 1979 en que la oposición al gobierno ghanés obtenía representación parlamentaria.

## Antecedentes
Ghana accedió a la democracia en 1992, luego de que el régimen militar de Jerry Rawlings convocara a elecciones presidenciales y legislativas separadas. Rawlings se presentó para un mandato completo, fundado el Congreso Nacional Democrático (NDC), de tendencia centroizquierdista, mientras que la oposición se agrupó en el Nuevo Partido Patriótico (NPP), de centroderecha. En las elecciones presidenciales, Rawlings fue elegido presidente con el 58% de los votos. Aunque los observadores internacionales afirmaron que la elección había sido justa, el candidato del NPP, Albert Adu Boahen, denunció fraude electoral, y ante la negativa del gobierno de convocar a nuevas elecciones, el NPP boicoteó las elecciones legislativas, generando que solo los partidos afines al gobierno, la llamada Alianza Progresista, obtuvieran representación parlamentaria, y que la participación no alcanzara el 30%. Por este motivo, durante el gobierno de Rawlings, se resolvió reformar el sistema electoral para que las elecciones presidenciales y legislativas tuvieran lugar al mismo tiempo.

## Campaña
El gobierno de Rawlings se enfrentaba a una oposición dividida y carente de una causa común que la unificara, siendo este el principal motivo de su rápida victoria. Por un lado, los partidos Nkrumahistas, de tendencia izquierdista y defensores de las ideas del primer Presidente del país, Kwame Nkrumah, y los de tendencia más derechista, defensores de una economía de libre mercado, agrupados en la "Gran Alianza", que lideraba el Nuevo Partido Patriótico.
Los temas económicos estuvieron a la vanguardia del debate de la campaña. La oposición criticó la política exterior del gobierno, afirmando que esta "parecía impuesta desde afuera", especialmente por instituciones financieras internacionales como el Banco Mundial y el Fondo Monetario Internacional, así como la introducción de un impuesto al valor agregado (IVA) sobre bienes y servicios, mientras que el NDC defendía su amplio programa de reforma económica y desarrollo rural. En total, 780 candidatos (725 partidistas y 55 independientes), de los cuales 57 eran mujeres, presentaron candidaturas en los distritos uninominales. El NDC fue el único partido que disputó los 200 distritos electorales, el NPP presentó candidatos en 174, pero la elección fue considerada competitiva en tan solo 80.

## Elecciones presidenciales

### Resultado general
|  | 57.40 % |

|  | 39.67 % |

|  | 2.95 % |

|  | 98.34 % |

|  | 1.66 % |

|  | 100 % |

|  | 78.31 % |

### Resultados por región
| Región                      |                    |                 |                 |                   |                   |        |
|                             |                    |                 |                 |                   |                   |        |
| Jerry Rawlings NDC          | Jerry Rawlings NDC | John Kufuor NPP | John Kufuor NPP | Edward Mahama NCP | Edward Mahama NCP |        |
| Votos                       | %                  | Votos           | %               | Votos             | %                 |        |
| Ashanti                     | 412.474            | 32.79%          | 827.804         | 65.80%            | 17.736            | 1.41%  |
| Brong-Ahafo                 | 395.381            | 61.73%          | 230.457         | 35.98%            | 14.635            | 2.29%  |
| Central                     | 330.841            | 55.22%          | 259.555         | 43.32%            | 8.715             | 1.45%  |
| Oriental                    | 459.092            | 55.23%          | 362.405         | 43.60%            | 9.761             | 1.17%  |
| Gran Acra                   | 658.626            | 53.99%          | 528.484         | 43.32%            | 32.723            | 2.68%  |
| Norte                       | 370.030            | 61.13%          | 199.801         | 33.01%            | 35.472            | 5.86%  |
| Alta Oriental               | 230.791            | 68.99%          | 58.041          | 17.35%            | 45.696            | 13.66% |
| Alta Occidental             | 145.812            | 74.61%          | 27.754          | 14.20%            | 21.871            | 11.19% |
| Volta                       | 690.421            | 94.55%          | 34.538          | 4.73%             | 5.292             | 0.72%  |
| Occidental                  | 405.992            | 57.30%          | 289.730         | 40.89%            | 12.862            | 1.82%  |
| Fuente: Ghana Election 1996 |                    |                 |                 |                   |                   |        |

## Elecciones parlamentarias
|  | 53.0 % |

|  | 33.8 % |

|  | 6.0 % |

|  | 3.3 % |

|  | 0.7 % |

|  | 0.1 % |

|  | 0.1 % |

|  | 0.0 % |

|  | 3.0 % |

|  | 100 % |